# بيتر جثين
بيتر جثين (بالإنجليزية: Peter Gethin)‏ مواليد 21 فبراير 1940، كان سائق فورملا 1 بريطاني سابق كان قد بدأ مسيرته الاحترافية سنة 1970. كان أول سباق له هو جائزة هولندا الكبرى 1970، حقق أول فوز له في جائزة إيطاليا الكبرى 1971. خاض خلال مسيرته 31 سباقاً فاز في 1 منها.

## بطولات حققها
- جائزة إيطاليا الكبرى 1971

## روابط خارجية
- بيتر جثين على موقع Racing-Reference.info (الإنجليزية)
- بيتر جثين على موقع DriverDB.com (الإنجليزية)